# Bhopālgarh
Bhopālgarh är en ort i Indien.   Den ligger i distriktet Jodhpur och delstaten Rajasthan, i den nordvästra delen av landet, 400 km sydväst om huvudstaden New Delhi. Bhopālgarh ligger 300 meter över havet och antalet invånare är 19 078.
Terrängen runt Bhopālgarh är platt. Runt Bhopālgarh är det ganska tätbefolkat, med 172 invånare per kvadratkilometer. Det finns inga andra samhällen i närheten. Trakten runt Bhopālgarh består till största delen av jordbruksmark.